# Copa do Mundo de Críquete de 1979
A Copa do Mundo de Críquete de 1979 foi a segunda edição do torneio e foi realizada na Inglaterra.

## Países Participantes
| África | Américas                     | Ásia                            | Europa       | Oceania                     |
| ------ | ---------------------------- | ------------------------------- | ------------ | --------------------------- |
|        | - Índias Ocidentais - Canadá | - Índia - Paquistão - Sri Lanka | - Inglaterra | - Austrália - Nova Zelândia |

## Resultados

### Grupo A
| Time       | Pts | J | V | D | SR | PC   |
| ---------- | --- | - | - | - | -- | ---- |
| Inglaterra | 12  | 3 | 3 | 0 | 0  | 3.07 |
| Paquistão  | 8   | 3 | 2 | 1 | 0  | 3.60 |
| Austrália  | 4   | 3 | 1 | 2 | 0  | 3.16 |
| Canadá     | 0   | 3 | 0 | 3 | 0  | 1.60 |

### Grupo B
| Time              | Pts | J | V | D | SR | PC   |
| ----------------- | --- | - | - | - | -- | ---- |
| Índias Ocidentais | 10  | 3 | 2 | 0 | 1  | 3.93 |
| Nova Zelândia     | 8   | 3 | 2 | 1 | 0  | 3.55 |
| Sri Lanka         | 6   | 3 | 1 | 1 | 1  | 3.56 |
| Índia             | 0   | 3 | 0 | 3 | 0  | 3.13 |

### Fase Final
|  | Semifinal                                             | Semifinal         |       |  | Final                                        | Final |  |
|  |                                                       |                   |       |  |                                              |       |  |
|  | 20 de Junho – Old Trafford Cricket Ground, Manchester |                   |       |  |                                              |       |  |
|  | Inglaterra                                            | 221/8             |       |  |                                              |       |  |
|  | Nova Zelândia                                         | 212/9             |       |  |                                              |       |  |
|  |                                                       |                   |       |  |                                              |       |  |
|  |                                                       |                   |       |  | 23 de Junho – Lord's Cricket Ground, Londres |       |  |
|  |                                                       |                   |       |  | Inglaterra                                   | 194   |  |
|  |                                                       | Índias Ocidentais | 286/9 |  |                                              |       |  |
|  |                                                       |                   |       |  |                                              |       |  |
|  |                                                       |                   |       |  |                                              |       |  |
|  |                                                       |                   |       |  |                                              |       |  |
|  | 20 de Junho – The Oval, Londres                       |                   |       |  |                                              |       |  |
|  | Índias Ocidentais                                     | 293/6             |       |  |                                              |       |  |
|  | Paquistão                                             | 250               |       |  |                                              |       |  |